# Compagnie Marocaine de Navigation
La Compagnie Marocaine de Navigation, nota più comunemente come Comanav, è una compagnia di navigazione marocchina, impegnata nella logistica e nel trasporto di merci tra Spagna e Marocco.

## Storia
La compagnia è stata fondata dal a Casablanca dal governo marocchino nel 1946 con il nome di Compagnie Franco-Chérifienne de Navigation.
Nel 1956, con l'Indipendenza del Marocco, cambia nome in Compagnie Marocaine de Navigation.
Nel 1975, in seguito all'esponenziale aumento delle migrazioni dal Marocco all'Europa, la compagnia inaugura la prima rotta commerciale tra Tangeri e Sète con l'acquisto del suo primo traghetto Roll-on/Roll-off.
Nel 1998 diventa il primo armatore marocchino a servire lo stretto di Gibilterra, rafforzando così la sua posizione nel Mediterraneo.
Nel 2007 il Governo del Marocco ha privatizzato la società, cedendola al consorzio francese CMA CGM per circa 2,2 miliardi di dirham marocchini, pari a 200 milioni di euro.
Nel 2009 CMA CGM cede la quota di maggioranza della società alla marocchina Comarit per circa 80 milioni di euro, dalla quale viene ribattezzato Comanav Ferry.
Nel 2012 la Comanav cessa le proprie attività a causa dei problemi finanziari della società madre Comarit e ne viene dichiarato il fallimento.

## Flotta (passeggeri)
| Traghetto          | Stazza (t.s.l.) | Anni di servizio per Comanav        | Stato attuale                                  | Immagine |
| ------------------ | --------------- | ----------------------------------- | ---------------------------------------------- | -------- |
| Agadir             | 3.777           | 1974-1986                           | Demolito ad Aliağa nel 2006 come Golf          |          |
| Anwal              | 1.595           | 1981-2003                           | Demolito ad Aliağa nel 2003                    |          |
| Marrakech          | 11.515          | 1986-2014                           | ?                                              |          |
| Scirocco           | 8.987           | 1987, 1993 (noleggio)               | Demolito nel 2009 ad Aliağa come Sara 3        |          |
| Azilal             | 7.955           | 1987-2002                           | Demolito ad Alang nel 2014 come Noora          |          |
| Rif                | 7.963           | 1988-1992                           | Demolito nel 2004 ad Aliağa come Ana           |          |
| Ferrymar I         | 9.975           | 1988 (noleggio)                     | Demolito nel 2016 ad Alang come Heimdal        |          |
| Asni               | 15.365          | 1989-1994                           | Demolito nel 2003 ad Alang come Clipper        |          |
| Azrou              | 7.955           | 1989-2002                           | Demolito nel 2004 a Giacarta come Salam Mas    |          |
| Europa Link        | 5.691           | 1992 (noleggio)                     | Demolito nel 2002 ad Alang come El Salam 93    |          |
| Aknoul             | 6.809           | 1993-2014                           | In servizio per CMA CGM                        |          |
| Marko Polo         | 10.154          | 1993 (noleggio)                     | Tornato in servizio per Jadrolinija            |          |
| Ambassador II      | 7.993           | 1995 (noleggio)                     | Demolito nel 2011 a New Orleans                |          |
| Beauport           | 5.464           | 1995-1999                           | Demolito ad Alang nel 2005                     |          |
| Al Mansour         | 5.443           | 1997-2015                           | Demolito ad Aliağa nel 2015                    |          |
| Moby Vincent       | 5.426           | 1997 (noleggio)                     | Demolito ad Aliağa nel 2024                    |          |
| Captain Zaman I    | 7.889           | 2000 (noleggio)                     | Demolito nel 2003 ad Aliağa come Sancak I      |          |
| Captain Zaman II   | 7.889           | 2001 (noleggio)                     | Demolito nel 2011 ad Alang come Ancona         |          |
| Tadla              | 5.044           | 2003, 2003-2005 (noleggio)          | Demolito nel 2012 a Durazzo come Veronica Line |          |
| Hornbeam           | 3.163           | 2003-2004 (noleggio)                | Demolito nel 2009 ad Aliağa                    |          |
| King Minos         | 10.164          | 2004-2005 (noleggio)                | Demolito a Gadani Beach nel 2019 come Mawaddah |          |
| Oujda              | 14.760          | 2003,2004,2005,2006,2007 (noleggio) | Demolito nel 2010 ad Aliağa                    |          |
| Santha Catherine I | 8.937           | 2004 (noleggio)                     | Demolito nel 2009 ad Aliağa come Sara 3        |          |
| Ouzoud             | 12.528          | 2004,2005, 2006-2009 (noleggio)     | Demolito nel 2010 ad Alang come Winner 8       |          |
| Mogador            | 14.760          | 2003,2004-2005,2005 (noleggio)      | Demolito nel 2010 ad Alang come Mogado         |          |
| Mistral Express    | 12.676          | 2005-2016                           | Demolito ad Aliağa nel 2016                    |          |
| Scotia Prince      | 11.968          | 2006,2007,2008 (noleggio)           | Demolito a Chittagong nel 2012 come Prince     |          |
| Faantasia          | 16.405          | 2006-2007 (noleggio)                | Attuale Rigel III per Ventouris Ferries        |          |
| Ibn Batouta        | 7.399           | 2008-2014                           | Attuale European Star per Star Lines           |          |
| European Express   | 9.536           | 2008-2009 (noleggio)                | Demolito nel 2019 ad Aliağa come Express       |          |
| Comanav Tanger     | 17.492          | 2008-2009 (noleggio)                | Demolito a Toucheng nel 2010 come Tor Anglia   |          |
| Tor Belgia         | 21.491          | 2009 (noleggio)                     | Demolito ad Alang nel 2010 come Dubai Gate     |          |
| Bni Nsar           | 14.015          | 2002-2014                           | Demolito ad Aliağa nel 2014 come Star          |          |